# Moon Bloodgood
Korinna Moon Bloodgood (Anaheim, California, 20 de septiembre de 1975) es una actriz y exmodelo estadounidense. 
Ha participado en las películas Eight Below y Parthfinder. Bloodgood también apareció junto a Taye Diggs en la serie Day Break, donde interpretaba a Rita Shelton, la novia de un detective acusado de asesinato que debe revivir continuamente el mismo día.

## Biografía
Bloodgood nació en Anaheim, California, de padre estadounidense-neerlandés de ascendencia irlandesa y de madre coreana; Bloodgood es una ex animadora de Los Angeles Lakers. Estuvo prometida con el actor y cantante Eric Balfour, del que se separó en 2007.
La revista Maxim, en su lista Las 100 Hot la clasificó en el puesto número 99 en 2005, 53.º en 2006 y el 40.º en 2007, y está entre las 100 personas más bellas de 2010, según la revista People.
En 2009 fue designada embajadora de buena voluntad por la organización de turismo coreana, siendo así la primera estrella de Hollywood en promocionar el país.
A partir de 2007, Bloodgood participó en la serie de televisión de ciencia ficción Oficial en la NBC. La serie sufrió bajas, y tras la huelga de guionistas fue cancelada por la NBC en diciembre de 2007, optándose por no hacer la segunda mitad de la primera temporada.
En el año 2009 interpretó a Maya en la película Street Fighter: La Leyenda de Chun-Li, y también a Blair Williams en Terminator Salvation, la cuarta película de la franquicia Terminator.
En 2011 tuvo una aparición como invitada especial en le serie NCIS Los Ángeles. Dio vida al personaje Katherine Casillas (T11E13 Alta sociedad).
Desde ese mismo año interpreta a la doctora Anne Glass en la serie de ciencia ficción Falling Skies.

## Filmografía
| Año       | Título                                | Personaje            | Notas |
| --------- | ------------------------------------- | -------------------- | ----- |
| 1997      | Nuclear Strike                        | Naja                 |       |
| 2002      | Just Shoot Me!                        | Penny                |       |
| 2003      | CSI: Crime Scene Investigation        | Estríper             |       |
| 2003      | Fastlane                              | Sirvienta            |       |
| 2004      | Hollywood Division                    | Lisa Morales         |       |
| 2004      | Win a Date with Tad Hamilton!         | Mujer guapísima      |       |
| 2004      | North Shore                           | Lacey Riggs          |       |
| 2005      | Monk                                  | Hayley               |       |
| 2005      | A Lot Like Love                       | Bridget              |       |
| 2006      | Moonlight Serenade                    | Marie Devrenier      |       |
| 2006      | Eight Below                           | Katie                |       |
| 2007      | Pathfinder                            | Starfire             |       |
| 2007      | Day Break                             | Rita Shelten         |       |
| 2007      | 2007 AZN Asian Excellence Awards      | -                    |       |
| 2007      | Journeyman                            | Livia Beale          |       |
| 2008      | What Just Happened                    | -                    |       |
| 2009      | Street Fighter: La Leyenda de Chun-Li | Detective Maya Sunee |       |
| 2009      | Terminator Salvation                  | Blair Williams       |       |
| 2009      | Bedrooms                              | Beth                 |       |
| 2010      | Faster                                | Marina               |       |
| 2011-2015 | Falling Skies                         | Anne Glass           |       |
| 2012      | The Sessions                          | Vera                 |       |
| 2024      | Detained                              | Detective Moon       |       |